# Lee Jong-wook

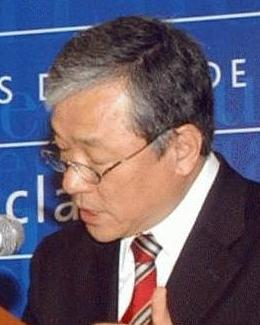
Lee Jong-wook, 2004

Lee Jong-wook (* 12. April 1945 in Seoul; † 22. Mai 2006 in Genf) war Generaldirektor der Weltgesundheitsorganisation WHO. Er wurde als Nachfolger von Gro Harlem Brundtland am 21. Mai 2003 für eine fünfjährige Amtszeit gewählt.
Lee war Doktor der Medizin und hatte einen Master of Public Health. Seit 1983 hat er in verschiedenen Funktionen auf nationaler und regionaler Ebene für die WHO gearbeitet. 1994 wechselte er an den Hauptsitz nach Genf, wo er bis zu seiner Wahl einer der führenden Mediziner für die Bekämpfung der Tuberkulose und für die Impfung gegen übertragbare Krankheiten war.
Er starb nach einer Notoperation am 22. Mai 2006 an einer Gehirnblutung, die er zwei Tage zuvor erlitten hatte. Sein Nachfolger wurde Anders Nordström.